# Nécropole nationale de Bisping
De Nécropole nationale de Bisping is een militaire begraafplaats met gesneuvelden uit de Eerste Wereldoorlog, gelegen in de Franse gemeente Belles-Forêts in het departement Moselle. De begraafplaats ligt even ten westen van de plaats Bisping.
Op de begraafplaats bevindt zich een deel met Franse gesneuvelden uit de Eerste Wereldoorlog en een deel met Duitse graven, eveneens uit de Eerste Wereldoorlog, onder de naam Deutscher Soldatenfriedhof Bisping. Op de begraafplaats liggen 1.216 gesneuvelden, waarvan 598 Duitse en 618 Franse.

## Geschiedenis
De begraafplaats werd in april 1915 door de Duitse militaire autoriteiten aangelegd om zowel de Franse als de Duitse gesneuvelde soldaten te begraven. Deze doden waren het slachtoffer van de gevechten tijdens de Duitse opmars in augustus 1914 en het het verdere verloop van de oorlog.

## Franse graven
Er worden 618  Franse gesneuvelden herdacht. De graven worden beheerd door het Franse ministerie van Defensie, het Ministère de la Défense (et des Anciens Combattants).

## Duitse graven
Het Deutscher Soldatenfriedhof Bisping is het deel van de begraafplaats voor Duitse militaire graven met gesneuvelden uit de Eerste Wereldoorlog. Er worden 598  Duitse soldaten herdacht. De graven worden beheerd door de Volksbund Deutsche Kriegsgräberfürsorge.